# Return of the Shirt
Return of the Shirt är det fjärde avsnittet av första säsongen av TV-serien How I Met Your Mother. Det hade premiär på CBS den 10 oktober 2005.

## Sammandrag
Ted upptäcker att han gillar en av sina gamla tröjor som han inte tidigare tyckt om. Detta får honom att bli tillsammans med ett av sina ex. Barney får Robin att säga och göra sjuka saker på TV. 

## Handling
Ted hittar en skjorta som han har ägt i sex år men aldrig tidigare gillat. Nu passar den honom utmärkt. Han möter vännerna vid baren och upptäcker att han gillar Bourbon, vilket han tidigare har hatat. När han funderar över att hans smak förändras bestämmer han sig för att prova att dejta tjejer som han tidigare har dejtat men som förut inte verkat passa honom. 
Ted kommer att tänka på Natalie, som han hade det bra med men som han träffade när han inte ville ha ett alltför seriöst förhållande. Natalie kommer ihåg honom - hon lägger genast på luren när han ringer henne. Det visar sig att Ted gjorde slut genom att prata in ett meddelande på hennes telefonsvarare - på hennes födelsedag. Lily blir arg på Ted över detta.
Ted åker hem till Natalie och ber om en andra chans. Det leder till att de börjar dejta i några veckor. Teds vänner gillar Natalie, men Ted säger att han måste göra slut med henne eftersom hon inte är "den rätta". Kvällen därpå äter Ted och Natalie middag, så att han den här gången kan göra slut ansikte mot ansikte. Hon inleder dock med att säga att det är hennes födelsedag, men att han inte behöver ge henne någon present eftersom hon redan fått gåvan "att kunna lita på någon igen". Ted säger då att han vill göra slut. Natalie blir ursinnig och kräver en förklaring. När Ted inte kan förklara sig slår hon ner honom. 
Ted återvänder till baren. Hans skjorta har gått sönder. Han inser att det inte finns något bra sätt att göra slut med någon. 
Barney utmanar Robin att säga opassande saker i tv. Hon vägrar först men tar illa upp av att hennes chef skickar henne att rapportera om meningslösa nyhetshändelser. Hon inser också att ingen tittar på hennes program. Efter att tre gånger ha sagt pinsamma saker får hon utmaningen att dansa en dans. Robin ändrar sig dock i sista sekund, eftersom hon inser att hennes reportage är viktiga för dem hon intervjuar. Men när hon reser sig från en intervju halkar hon, ramlar i en hög hästbajs och svär i direktsändning. 

## Popkulturella referenser
- Marshall frågar Ted i baren om han ska se filmen "Goonies - Dödskallegänget" igen.
- Natalie tränar den israeliska självförsvarstekniken krav maga.